# Fastiweć
Fastiweć (ukr. Фастівець) – wieś na Ukrainie, w obwodzie kijowskim, w rejonie fastowskim, w hromadzie Fastów. W 2001 liczyła 1024 mieszkańców, spośród których 1006 wskazało jako ojczysty język ukraiński, 15 rosyjski, a 3 białoruski.